# Parafia Wniebowzięcia Najświętszej Maryi Panny i św. Jozafata Kuncewicza w Miorach
Parafia Wniebowzięcia Najświętszej Maryi Panny i św. Jozafata Kuncewicza w Miorach (biał. Парафія Унебаўзяцця Найсвяцейшай Панны Марыі і св. Язафата Кунцэвіча, біскупа і мучаніка y Мёрах) – parafia rzymskokatolicka w Miorach. Należy do dekanatu miorskiego diecezji witebskiej. Powstała w XVIII w.

## Historia
Kościół katolicki w Miorach miał istnieć już w XVI wieku. Jak się jednak wydaje, pierwszą świątynią była cerkiew prawosławna, o której mowa w testamencie Anastazji Mirskiej z 1621 roku. W 1641 roku cerkiew ta otrzymała bogate uposażenie od ówczesnego właściciela miejscowości, sędziego brasławskiego Sebastiana Światopełk-Mirskiego (według innych źródeł wybudował on wówczas kościół Wniebowzięcia NMP). Trzy lata później sędzia założył przy niej monaster prawosławny. W 1690 roku syn Sebastiana, Michał, odebrał klasztor prawosławnym i przekazał unickim bazylianom. Stało się to powodem interwencji dyplomatycznej cara Piotra Wielkiego, który domagał się od króla Augusta Mocnego zwrotu obiektu poprzednim właścicielom. Interwencja ta nie przyniosła efektu. W 1728 roku cerkiew zamieniono w kościół katolicki, natomiast klasztor objęli kanonicy regularni. W 1744 roku parafia leżała w dekanacie brasławskim diecezji wileńskiej. W 1772 roku w klasztorze mieszkało 6 zakonników. W 1781 roku powiększono kościół. W 1825 r. był on drewniany, na ceglanej podmurówce, kryty gontem, a na wieżach miedzianą blachą. Parafia posiadała kaplice w miejscowościach: Kamieńpol, Święta Woda, Miory, Kociłowo, Szczawno. W 1832 r. władze carskie skasowały klasztor. Po powstaniu styczniowym wileński gubernator Michaił Murawjow-Wieszatiel, polecił odebrać kościół katolikom. Przeniesiono go jednak na inne miejsce i rzymskokatolicka świątynia w Miorach przetrwała. 

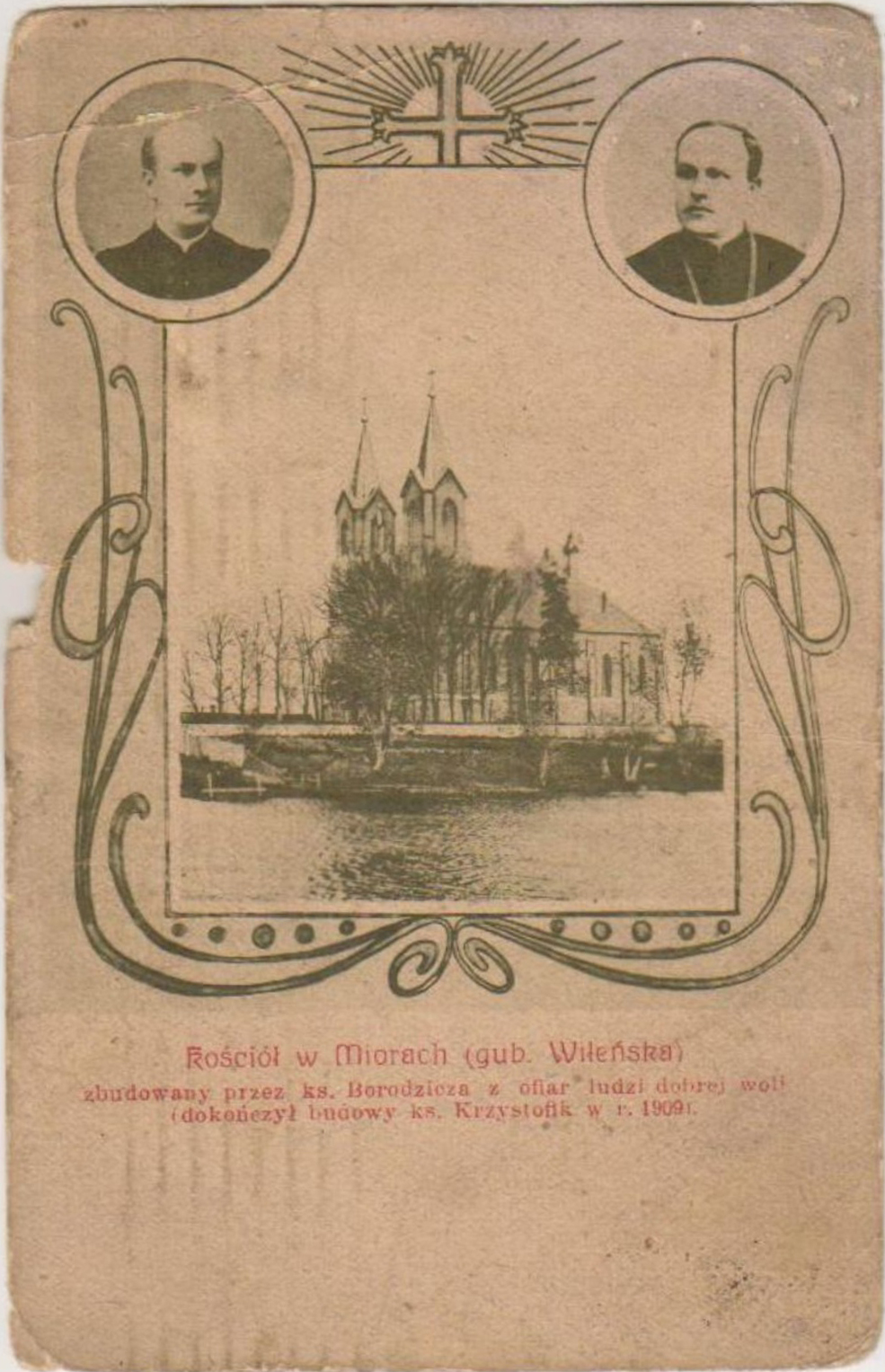
Kościół w Miorach i proboszczowie Borodzicz i Krzysztofik

W 1904 roku w Aleksandrowie urodził się bł. ks. Jerzy Kaszyra, zamordowany przez Niemców w Rosicy.
W 1907 roku z inicjatywy proboszcza ks. Józefa Borodzicza została wybudowana nowa, murowana świątynia.
W dwudziestoleciu międzywojennym proboszczem parafii był ks. Romuald Świrkowski. Podczas II wojny światowej był proboszczem parafii św. Ducha w Wilnie oraz działał w konspiracji. 15 stycznia 1942 r. został aresztowany przez Niemców i osadzony w więzieniu na Łukiszkach, gdzie był torturowany. 5 maja 1942 r. został rozstrzelany w Ponarach.

### II wojna światowa
W 1937 roku proboszczem został ks. Franciszek Kuksewicz. W nocy z 22 na 23 czerwca 1941 razem z  ks. Stanisławem Eliaszem, proboszczem parafii w Idołcie, został aresztowany przez NKWD i osadzony w więzieniu w Berezweczu. Księża zostali rozstrzelani w Miakałajewie podczas ewakuacji więzienia, po przebyciu drogi śmierci z Berezwecza. Istnieje przekaz mówiący, że w czasie marszu ks. Kuksewiczem opiekował się i podtrzymywał go młodszy współbrat, ks. Stanisław Eliasz.

### Okres powojenny
Od 1947 roku proboszczem był ks. Ryszard Stohandel. W 1951 roku w obawie przed aresztowaniem, został wywieziony w przebraniu kobiety i ukryty. Wówczas Sowieci zamknęli kościół i zamienili na skład zboża, lecz zwrócili go wiernym w 1956, kiedy do parafii przybył ks. Jan Grabowski. Wyremontował kościół i ponownie poświęcił w uroczystość Zwiastowania Pańskiego, 25 marca 1957 roku.
12 listopada 2005 roku parafię odwiedził arcybiskup częstochowski ks. Stanisław Nowak, który uroczyście wniósł do kościoła przywiezione z Częstochowy relikwie św. Jozafata Kuncewicza i odprawił Mszę Świętą.
2 września 2008 roku odsłonięto przy kościele pomnik św. Jana Pawła II ufundowany przez stowarzyszenie Międzynarodowy Motocyklowy Rajd Katyński. Pomnik poświęcił biskup witebski ks. Władysław Blin.

## Obecnie
W parafii działają: Żywy Różaniec, Apostolstwo Dobrej Śmierci, Apostolstwo Bożego Miłosierdzia, III Zakon Franciszkański, Koło Ministrantów, schola, chór parafialny oraz krąg młodych małżeństw.
Parafia posiada kaplice filialne. W Wiacie znajduje się mały drewniany kościół św. Jana Chrzciciela z 1934 roku (według innych źródeł z 1937), odprawiane są tam 3 Msze Święte w ciągu roku. W Przebrodziu znajduje się drewniany kościół Najświętszego Serca Pana Jezusa z 1933 r. Tytuł został nadany świątyni 21 lipca 2003 r. W latach 2005–2006 został wyremontowany. Na nowym cmentarzu parafialnym w Miorach znajduje się kaplica cmentarna.

## Demografia

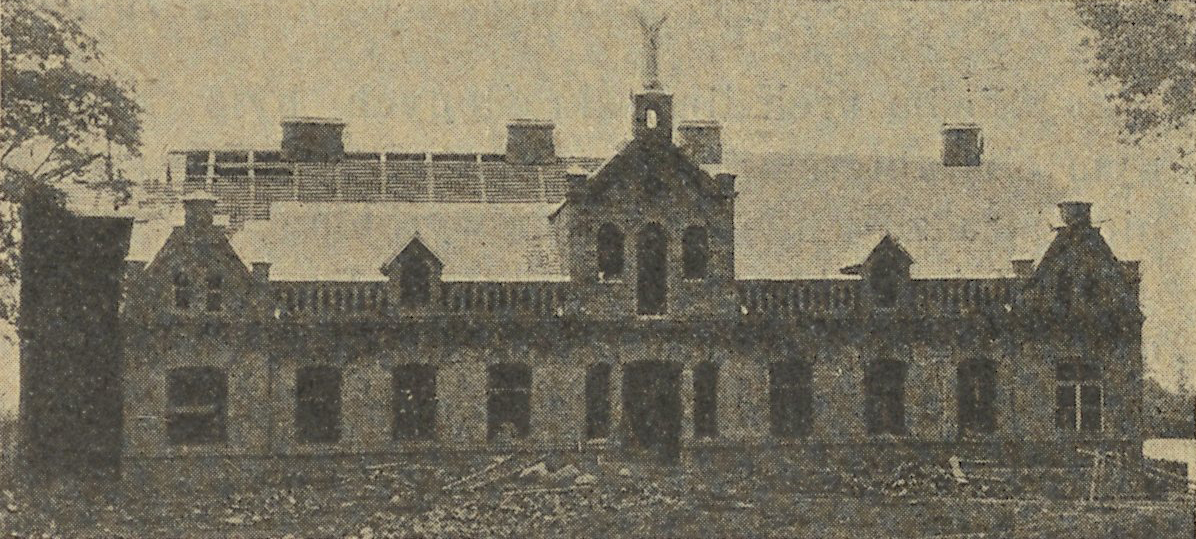
Budowa plebanii w 1907 roku

Liczba katolików, wiernych parafii w poszczególnych latach. W momencie wybuchu II wojny światowej parafia liczyła ok. 5000 wiernych. W 2004 roku ok. 6500.

## Proboszczowie parafii

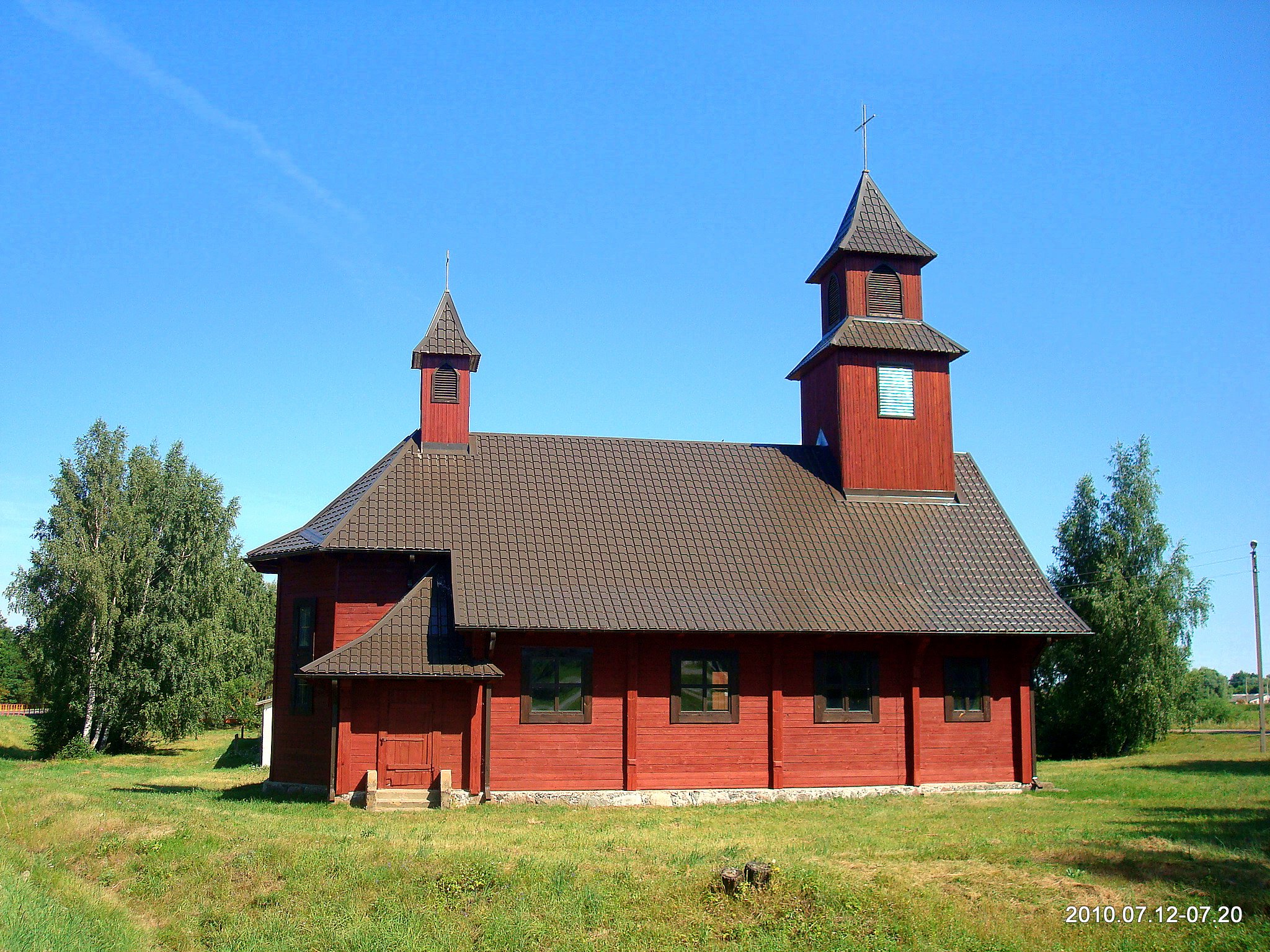
Kościół Najświętszego Serca Jezusowego w Przebrodziu

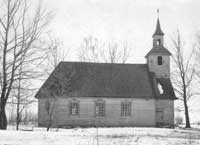
Kościół św. Jana Chrzciciela w Wiacie

## Proboszczowie parafii[11]
| imię i nazwisko                          | daty urzędowania |
| ---------------------------------------- | ---------------- |
| Ks. Ludwik Mirski                        | 1790 –           |
| Ks. Jan Klimczewski                      | 1822 – 1823      |
| Ks. Grzegorz Czapulewicz                 | 1823 – 1843      |
| Ks. Józef Rajuniec                       | 1852             |
| Ks. Henryk Muller                        | 1860             |
| Ks. Wincenty Brzozowski                  | 1884 – 1905      |
| Ks. Józef Borodzicz                      | 1905 – 1907      |
| Ks. Jan Krzysztofik                      | 1907 – 1910      |
| Ks. Romuald Chodyko (administrator)      | 1910 – 1912      |
| Ks. Stanisław Hryniewski (administrator) | 1913 – 1920?     |
| Ks. Jan Jaśkiewicz                       | 1926 – 1927      |
| Ks. Romuald Świrkowski                   | – 1932           |
| Ks. Adolf Sokołowski                     | 1932 – 1937      |
| Ks. Franciszek Kuksewicz                 | 1937 – 1941      |
| Ks. Jan Zawistowski                      | 1940 – 1947      |
| Ks. Ryszard Stohandel                    | 1947 – 1951      |
| Ks. Jan Grabowski                        | 1956 – 1985      |
| Ks. Władysław Pietrajtis                 | 1985 – 2000      |
| Ks. Krzysztof Miękina                    | 2000 – 2019      |
| Ks. Andrzej Kulik                        | 2019 –           |